# Wilhelm Horkel
Wilhelm Horkel (* 3. Dezember 1909 in Augsburg; † 29. Juli 2012 in München) war ein deutscher evangelischer Pfarrer, Schriftsteller sowie Dichter.

## Leben
Wilhelm Horkel, Sohn des in Starnberg tätigen Kaufmanns Walter Horkel sowie der Johanna, geborene Moser, Abiturient am Gymnasium bei St. Anna in Augsburg, absolvierte in der Folge das Studium der evangelischen Theologie, Philosophie, Kirchenmusik und Literatur an den Universitäten Erlangen, Tübingen und Göttingen. Als Pfarrer war Wilhelm Horkel nach seiner Ordination zunächst in Neu-Ulm, seit 1940 in Dietersdorf eingesetzt. Dort war er, mit einer kriegsbedingten Unterbrechung von 1942 bis 1945, bis 1952 tätig. Im Anschluss übernahm Wilhelm Horkel die Pfarrerstelle in Lindau. Zuletzt wirkte er ab 1968 in München St.-Matthäus.
Wilhelm Horkel war mit Käte, geborene Bazlen, verheiratet. Er verstarb 2012 im Alter von 102 Jahren in München.
Wilhelm Horkel, der lange Jahre an kirchlichen Zeitschriften mitwirkte sowie eine reiche Vortragstätigkeit an Volkshochschulen, Akademien und Tagungen entwickelte, trat mit schriftstellerischen Werken auf den Gebieten religiöser Lyrik, Essays, Seelsorge, Anthologien sowie Parapsychologie hervor.

## Publikationen (Auswahl)
- Botschaft von Drüben. Übersinnliche Erfahrungen aus jüngster Zeit. Neubau-Verlag, München 1949.
- Das Turmschwälbchen. Kaufmann, Lahr/Baden 1950.
- Geist und Geister – Zum Problem des Spiritismus. 2. Auflage. Kreuz-Verlag, Stuttgart/Berlin 1969.
- Träume sind keine Schäume. Erfahrungen und Erkenntnisse aus unserer Zeit. 1. Auflage. Schauenburg, Lahr (Schwarzwald) 1974.
- Auf den Straßen der Welt. Zwanzig Erzählungen. Schauenburg, Lahr (Schwarzwald) 1978.
- Das Ulmer Münster – ein Gedicht-Zyklus. 3. Auflage. Schauenburg, Lahr (Schwarzwald) 1978.
- Ich steh an deiner Krippen hier, o Jesu, du mein Leben – Weihnachtsgeschichte nach Lukas 2, 1–20, eine Weihnachtserzählung und 2 Weihnachtsgedichte. 1. Auflage. Christliche Verlagsanstalt, Konstanz 1983.
- Botschaft von drüben? Parapsychologie und Christenglaube. 6. neubearbeitete Auflage. Der Leuchter Reichl, St. Goar 1987.
- als Herausgeber: So weit die deutsche Zunge klingt. Deutschland im Spiegel der Lyrik aus tausend Jahren. Türmer Verlag, Berg am Starnberger See 1987.
- Luther zu Ehren – Erzähl-Gedichte über Luther und die Reformation. 9. Auflage. Freimund-Verlag, Neuendettelsau 2008.
- Mit Ihm ins Leben gehen … – Gedichte. Freimund-Verlag, Neuendettelsau 2010.
- Zeit und Ewigkeit. Freimund-Verlag, Neuendettelsau 2010.